# 五紀曆
《五紀曆》是中国古代曆法，唐朝郭献之編纂，屬於陰陽曆。唐代宗宝应元年（762年）施行，只是对《大衍曆》稍作修改。
興元元年（784年）改用正元曆法。日本在858年—861年的4年間，《五紀曆》与《大衍曆》并用。